# Front national hongrois
Le Front national hongrois (en hongrois : Magyar Nemzeti Arcvonal ; abrégé en MNA) est un ancien parti politique hongrois d'idéologie hungariste et néonazie doté d'une organisation paramilitaire. 
Fondé en 1989 par István Győrkös sous le nom de Groupe d'action national-socialiste hongrois (en hongrois : Magyar Nemzetiszocialista Akciócsoport ; abrégé MNA). Le parti adopte son nom définitif le 29 novembre 1992, à la suite d'une décision juridique qui interdit l'usage du terme « national-socialiste » ainsi que l'emploi des symboles assimilés.
En 1997, le MNA lance le Jour de l'honneur, un rassemblement qui honore chaque année les soldats de la Waffen-SS allemande et des troupes hongroises qui tentèrent de rompre le siège de l'Armée rouge autour du château de Buda lors de la bataille de Budapest en 1945.
Le parti disparaît en décembre 2016.